# Jasmin Dizdar
Jasmin Dizdar, né le 8 juin 1961, est un réalisateur et scénariste bosnien.

## Biographie
Il naît et grandit dans la ville de Zenica, sise sur la rivière Bosna. Pendant ses premières années d'études, il se fait remarquer pour ses dons littéraires.
Il s'intéresse au cinéma dès l'âge de 12 ans et fréquente avec assiduité les quatre cinéma de sa ville natale, où il est particulièrement séduit par les films de Sergio Leone. En raison de sa haute taille (il mesure présentement 2 mètres), il réussit à voir des films interdits aux moins de 18 ans, dont Le Dernier Tango à Paris de Bernardo Bertolucci. 
Après quelques participations comme acteur de théâtre dans des productions estudiantines, il adhère à un club cinématographique qui lui permet d'écrire, de monter et de réaliser plusieurs courts documentaires qui le font remarquer dans des compétitions de films à Prague. Il amorce peu après des études en cinéma dans cette ville et se fait rapidement un nom pour le ton humoristique et satirique de ses réalisations qui ne plaisent guère au régime communiste. En outre, grand admirateur du réalisateur Miloš Forman, alors banni par les Communistes, Dizdar ose lui consacrer une étude théorique qui exacerbe la défiance des autorités à son endroit.  Grâce à l'aide de ses amis, le directeur de la photographie Miroslav Ondříček et la critique de cinéma Eva Zaoralova, il parvient à publier son livre sur Forman, qui obtient un gros succès de librairie. En dépit des remous politiques ainsi causés, le réalisateur Elmar Klos, lauréat d'un Oscar du meilleur film en langue étrangère pour le film Le Miroir aux alouettes (Obchod na korze), lui décerne le Grand Prix du jury pour son court-métrage After Silence, peu avant que Dizdar reçoive avec les plus grands honneurs son diplôme en cinéma.
Après l'obtention de son diplôme, Dizdar quitte l'Europe de l'Est. Il vit un temps en France, avant de s'installer au Royaume-Uni, où il rédige plusieurs scénarios pour la télévision et la radio de la BBC.
En 1999, son film Beautiful People remporte le  Prix Un certain regard au Festival de Cannes 1999. Le film est distribué dans plus de 30 pays.
En 2016, il signe le film L’Élu (Chosen), qui met en vedette Luke Mably, Ana Ularu et Harvey Keitel.

## Filmographie
- 1986 : Crucifixions (court-métrage)
- 1986 : Heroes Sleep Quietly (court-métrage)
- 1987 : After Silence (court-métrage)
- 1988 : Our Sweet Homeland (court-métrage pour la télévision)
- 1999 : Beautiful People
- 2006 : Les Européens, coréalisé avec Sólveig Anspach, Emmanuel Finkiel, Saara Saarela et Gerard Stembridge - segment "Mamma Roma"
- 2016 : L’Élu (Chosen)

## Récompenses
- Prix Un certain regard au Festival de Cannes 1999 pour Beautiful People[1]